# Paraphlomideae
Paraphlomideae, tribus biljaka iz porodice usnača. Nekada se sastojao od tri roda od kojih se danas priznaje jedino Paraphlomis čija je postojbina Azija, dok se ostali smatraju njegovim sinonimima.
Tribus je opisan 2011.

## Rodovi
1. Paraphlomis Prain (48 spp.)

Nekadašnji rodovi:
- Ajugoides Makino; Bot. Mag. (Tokyo) 29: 280 (1915), monotipičan sa vrstom Ajugoides humilis. Kod Kew–a još na popisu [2]
- Matsumurella Makino; Bot. Mag. (Tokyo) 29: 279 (1915) sa pet vrsta. Kod Kew–a još na popisu [3]
  - Matsumurella chinensis (Benth.) Bendiksby
  - Matsumurella kwangtungensis (C.Y.Wu) Bendiksb
  - Matsumurella szechuanensis (C.Y.Wu) Bendiksby
  - Matsumurella tuberifera (Makino) Makino
  - Matsumurella yangsoensis (Y.Z.Sun) Bendiksby
- Pogonanthera H.W.Li & X.H.Guo; Acta Phytotax. Sin. 31: 266 (1993), nom. illeg.
- SinopogonantheraH.W.Li; Acta Bot. Yunnan. 15: 346 (1993)